# Digoxine
La digoxine est un glycoside cardiotonique extrait de la feuille de la digitale laineuse. Il fait partie de la classe des digitaliques. Elle est utilisée dans le traitement de diverses affections du cœur, mais son indication tend à se restreindre.
La digoxine :
- renforce la contraction cardiaque ;
- ralentit et
- régularise les mouvements du cœur.

Elle a donc une action :
- inotrope positive : elle augmente la force de contraction du muscle cardiaque ;
- chronotrope négative : elle diminue la fréquence cardiaque ;
- dromotrope négative : elle diminue la conductibilité cardiaque ;
- bathmotrope négatif à dose thérapeutique mais positif à dose toxique : elle augmente ou diminue l'excitabilité.

De plus cette molécule augmente le débit rénal et a donc comme effet secondaire une action diurétique (diminution des œdèmes).
C'est un médicament à marge thérapeutique étroite c'est-à-dire que la dose thérapeutique est proche de la dose toxique. La détermination des concentrations plasmatiques de la digoxine (classiquement entre 1 et 2 ng·ml-1, moins chez les personnes âgées) peut être indiquée.
C'est un poison mortel provoquant la mort par arrêt cardiaque. Lors d'une intoxication massive, on utilise de la lidocaïne qui a un effet antagoniste à la digoxine.
Effets secondaires si surdosage :
- nausée, vomissement ;
- anorexie ;
- troubles visuels : vision floue, vision colorée ;
- confusion et délire ;
- arythmie (extrasystoles ventriculaires, tachycardie auriculaire avec bloc auriculo-ventriculaire).

Facteurs favorisant la toxicité :
- ischémie myocardique ;
- hypokaliémie ;
- hypercalcémie.

## Formule chimique
o-bêta-D-digitoxopyranosyl-(1-4)-o-bêta-D-digitoxopyranosyl-(1-4)-bêtaD-digitoxopyranosido\-3bêta dihydroxy-12bêta, 14 5bêta, 14bêta-carden-20(22)olide.

## Mécanisme d'action
- La digoxine inhibe la pompe Na+/K+ ATPase dans les membranes cellulaires des cardiomyocytes (cellules musculaires striées cardiaques). Ceci provoque une augmentation du taux d'ions sodium dans les myocytes, ce qui entraîne une augmentation du taux d'ions calcium. Le taux élevé de calcium fait augmenter la contractilité du myocarde (muscle cardiaque) (inotropisme positif).
- La digoxine diminue aussi la conductibilité des impulsions électriques via le faisceau de His, ce qui en fait un médicament utilisé couramment pour ralentir le rythme cardiaque durant la fibrillation auriculaire ou le flutter auriculaire. (Dromotrope négatif)

Son usage dans l'insuffisance cardiaque durant le rythme sinusal est sujet à controverse : il semble au moins efficace dans l'amélioration des symptômes des patients. Cela reste, par ailleurs, le seul inotrope positif par voie orale qui n'augmente pas la mortalité en cas d'insuffisance cardiaque chronique.
Il peut être assez facilement dosé dans le sang (digoxinémie).
En cas de surdosage massif, des anticorps monoclonaux à la digoxine peuvent être utilisés.

## Positionnement aujourd'hui
La digoxine n'a plus qu'une place limitée dans la prise en charge des patients atteints d'une insuffisance cardiaque mais elle est parfois utilisée dans la fibrillation auriculaire pour ralentir la réponse ventriculaire. Elle est encore utilisée dans l'insuffisance cardiaque grave en cas de réponse insuffisante aux autres médicaments et son usage fait partie des recommandations américaines et européennes, dans le traitement de l'insuffisance cardiaque. Elle ne semble pas en réduire la mortalité, juste le risque d'hospitalisation. Cette réduction n'est plus appréciable en cas d'insuffisance cardiaque grave (patients en attente de transplantation cardiaque). L'arrêt de ce traitement, s'il est donné à des patients en insuffisance cardiaque modérée, peut être délétère.
Dans la fibrillation auriculaire chronique, l'utilisation de la digoxine semble corrélée avec une mortalité plus importante, en présence ou non d'une insuffisance cardiaque,.

## Divers
La digoxine fait partie de la liste des médicaments essentiels de l'Organisation mondiale de la santé (liste mise à jour en avril 2013).